# Myscelia ethusa
Myscelia ethusa е вид насекомо от семейство Многоцветници (Nymphalidae).

## Разпространение
Видът се среща от Колумбия на север през Централна Америка до Мексико.

## Подвидове
Съществуват 4 подвида:
- M. e. chiapensis  Jenkins, 1984 – Мексико
- M. e. cyanecula C. Felder & R. Felder, 1867 – Мексико
- M. e. ethusa – Мексико
- M. e. pattenia  Butler & H. Druce, 1872 – Гватемала и Коста Рика